# Victor Fournel
Pour les articles homonymes, voir Fournel.
François-Victor Fournel, né le 8 février 1829 à Cheppy et mort le 7 juillet 1894 à Tessé-la-Madeleine, est un érudit, écrivain, journaliste et historien français.

## Biographie
Érudit, passionné par l'histoire du vieux Paris, auquel il a consacré plusieurs ouvrages, entre autres Ce qu'on voit dans les rues de Paris, en 1858, Les Cris de Paris en 1887, il a également assuré l'édition de textes du XVIIe siècle et publié des comédies oubliées de la même période et sur l’histoire littéraire (La Littérature indépendante et les écrivains oubliés, essais de critique et d'érudition, sur le XVIIe siècle, publié en 1862). Il consacra également de nombreuses études à l'histoire du théâtre. Son étude sur la fuite de Louis XVI et son arrestation à Varennes a fait date : une première étude parut en 1868 puis une autre, plus riche, en 1890.
Il collabora à divers journaux, dont le Français (sous le pseudonyme de « Bernardille ») et Le Correspondant, et fut critique littéraire à la Gazette de France, où il avait recueilli la succession d’Armand de Pontmartin, dont il continua à publier les fameux « Samedis littéraires ».
Victor Fournel ne payait pas de mine ; d'une mise plus ou moins négligée, mal tenu, distrait, il était fort difficile de deviner en lui le savant habitué de la Bibliothèque Nationale et des Archives.
Sous le nom d’emprunt d’« Edmond Guérard », il a publié le Dictionnaire encyclopédique d'anecdotes modernes, anciennes, françaises et étrangères.
Mort d'une pneumonie à Tessé-la-Madeleine, ses obsèques eurent lieu en l’église Saint-François-Xavier de Paris.

## Publications principales

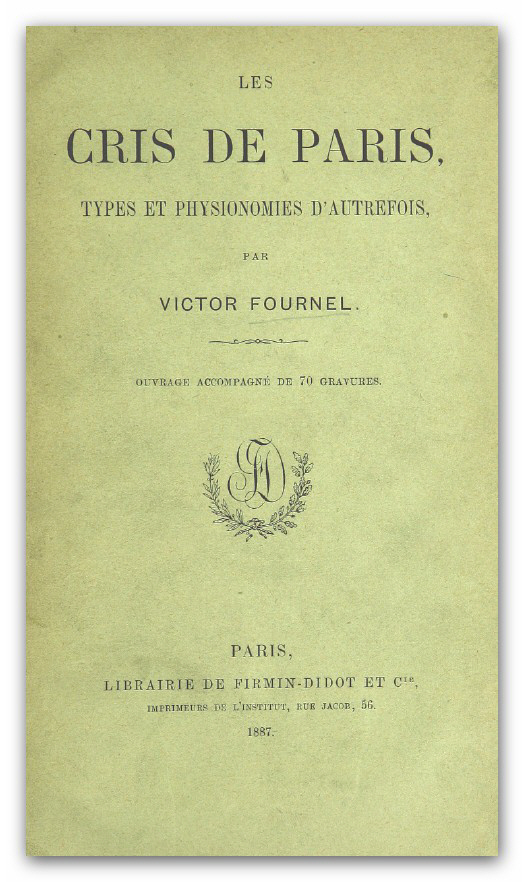
Les Cris de Paris, types et physionomies d'autrefois (1887)

- Ce qu'on voit dans les rues de Paris, 1858
- Curiosités théâtrales anciennes et modernes, françaises et étrangères, 1859.
- Le Théâtre français au dix-septième siècle, 1859.
- La Littérature indépendante et les écrivains oubliés : essais de critique et d'érudition sur le XVIIe siècle  (Genève, Slatkine Reprints, 1958), Didier, 1862, 484 p. (lire en ligne).
- Tableau du vieux Paris. Les spectacles populaires et les artistes des rues, 1863 - lire en ligne sur Gallica.
- Les Contemporains de Molière, recueil de pièces rares et peu connues, jouées de 1650 à 1680, avec l'histoire de chaque théâtre, des notes et notices biographiques, bibliographiques et critiques ; tome 1, Théâtre de l'Hôtel de Bourgogne, Firmin Didot, 1863.
- Paris nouveau et Paris futur, 1865.
- Les Contemporains de Molière, t. 2, « Hôtel de Bourgogne (fin), théâtre de la Cour (ballets et mascarades) », Firmin Didot, 1866.
- La Fuite de Louis XVI : premiers projets, voyage de Varennes, arrestation, S. l., Bibliothèque du Bois-Menez, 2017 (1re éd. 1868), [159] (lire en ligne).
- Dictionnaire encyclopédique d'anecdotes modernes, anciennes, françaises et étrangères, 1872.
- Paris et ses ruines en mai 1871, précédé d'un coup d'œil sur Paris de 1860 à 1870, 1872.
- Esquisses et croquis parisiens : petite chronique du temps présent, 1876 - vol. 1 sur Gallica, vol. 2 sur Gallica
- Les Contemporains de Molière, tome 3, théâtre du Marais, Firmin Didot, 1875.
- Les Rues du vieux Paris, galerie populaire et pittoresque, 1879.
- Les Artistes français contemporains : peintres, sculpteurs, 1884.
- Petites comédies rares et curieuses du XVIIe siècle, avec notes et notices, 1884.
- Les Cris de Paris, types et physionomies d'autrefois, 1887.
- Le Vieux Paris. Fêtes, jeux et spectacles, 1887 - disponible sur Internet Archive
- La Comédie avant Molière au XVIIe siècle, 1888.
- La Confession d’un père, Paris, C. Lévy, 1889, prix Montyon de l'Académie française en 1890.
- L'Événement de Varennes, Paris, H. Champion, 1890.
- Le Théâtre au XVIIe siècle. La Comédie, Paris, Lecène, Oudin et Cie, 1892, prix Marcelin Guérin de l'Académie française en 1893.
- Le Parterre sous la Révolution, 1893.